# 姑婆山系
姑婆山系又名东山、临贺岭、姑婆岭、桂岭，坐落在中华人民共和国广西壮族自治区贺州市富川瑶族自治县，属萌渚岭余脉。

## 概况
姑婆山系从湖南省江华瑶族自治县延伸入富川瑶族自治县，雄踞富川瑶族自治县东南部，由乌羊山、大桂山和茶冲等山峰组成。富川瑶族自治县境内主峰大桂山，高830.3米。江华瑶族自治县境内主峰高1415米。地势和东向西北倾斜，是湘江和西江的分水岭。
光绪时期《富川县志》记载：“楚粤唇齿居要者”。《大清一统志》卷361《桂岭》记载：“晋陶侃之击杜宏，宋潘美之击刘鋹，岳飞击曹成，俱由于此。”

## 自然资源
姑婆山系是花岗岩断层山，富含锡矿。从明朝到民国时期，年开采量达到10万余斤。
龙须草席的主要原料也是来源姑婆山系。